# 고치

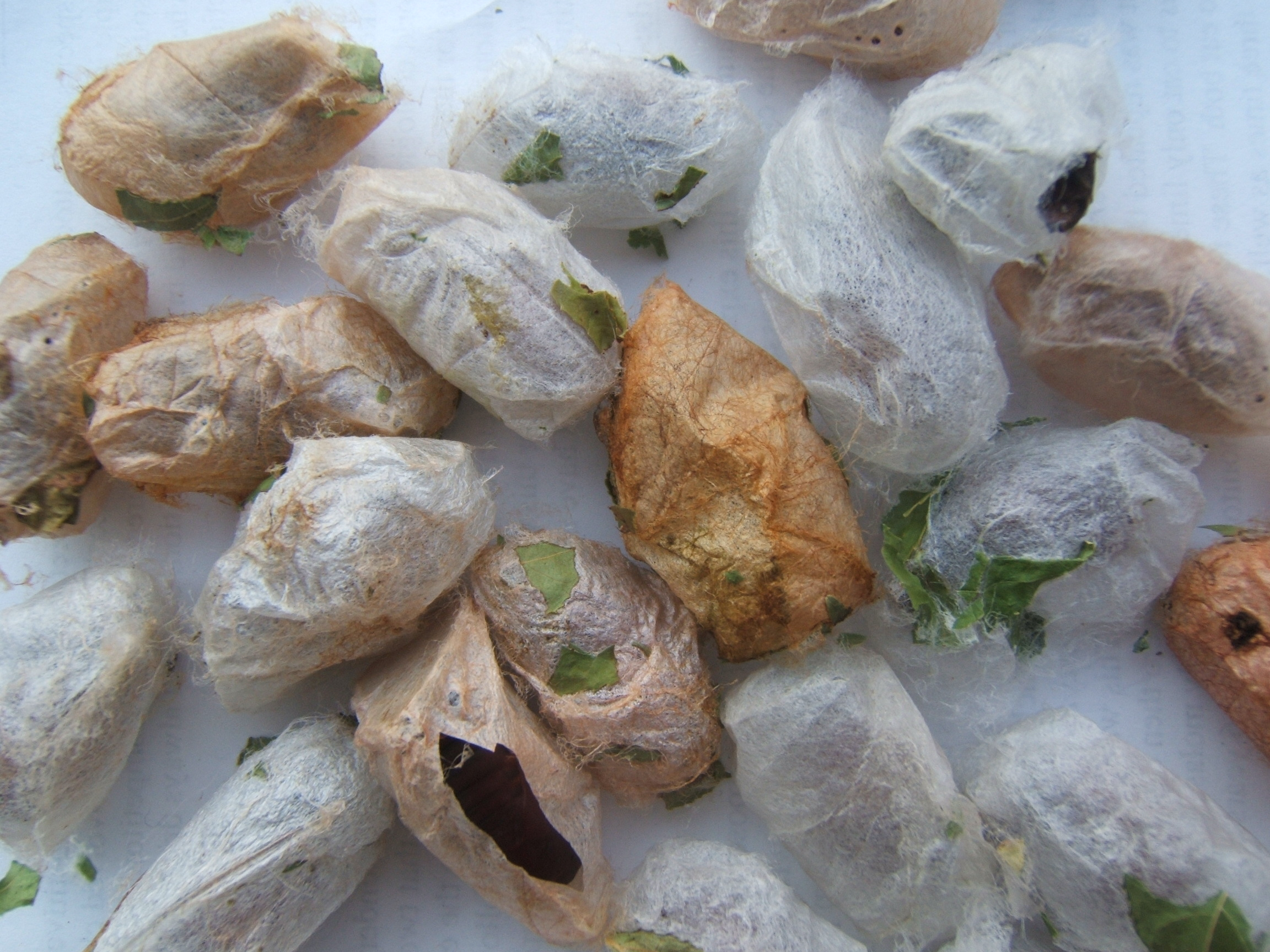
옥색산누에나방의 고치.

고치(繭, Cocoon)는 곤충의 애벌레가 번데기가 되면서 자신의 분비물로 만드는 껍질을 말한다. 일반적으로 고치는 주로 나방과 곤충에 의해 만들어지는데 이를 가공하여 견직물(絹織物)로 만들기도 한다.

## 같이 보기
- 비단